# Корпоративна стратегія
Корпоративна, або загальна стратегія (від лат. corporatio — зв'язок) — це загальний план керівництва диверсифікованим підприємством (компанією), який поширюється на всі його підрозділи, охоплюючи всі напрямки діяльності. Формується вищим керівництвом підприємства.
В мультибізнесових підприємствах її ще називають портфельною стратегією. А в однобізнесових підприємствах корпоративна є одночасно і конкурентною стратегією. 
Розробка стратегії передбачає дії по досягненню диверсифікації, щодо поліпшення загальних показників діяльності підприємства, а також дії, що спрямовані на пошук шляхів одержання синергетичного ефекту серед родинних підприємств і перетворення ефекту в конкурентну перевагу.
У загальному правильно сформована корпоративна стратегія повинна забезпечити стійке економічне зростання і розвиток підприємства.

## Види
Залежно від напрямку розвитку підприємств корпоративні стратегії поділяються на:
- Стратегії зростання (концентрованого, інтегрованого та диверсифікованого);
- Стратегії стабілізації;
- Стратегії скорочення (скорочення підрозділу чи бізнесу, або ліквідації загалом, та скорочення витрат).

Також виділяють стратегії диференціації ринку, фокусування, інтеграції (повної чи часткової) тощо.